# Apion pallipes
Apion pallipes är en skalbaggsart som beskrevs av Kirby 1808. Apion pallipes ingår i släktet Apion, och familjen spetsvivlar. Arten är reproducerande i Sverige.